# Ransom Riggs
Pour les articles homonymes, voir Riggs.
Ransom Riggs, né le 3 février 1979 au Maryland, est un écrivain américain de fantasy, principalement connu pour être l'auteur du roman Miss Peregrine et les Enfants particuliers.

## Biographie
Ransom Riggs est né le 3 février 1979 dans une ferme vieille de 200 ans dans les régions rurales du Maryland, où, à l'âge de cinq ans, il a décidé qu'il voulait exercer la profession d'agriculteur car pour lui cela signifiait conduire un tracteur. Puis, en partie à cause de cette ambition, sa mère est partie vivre en Floride, où il y avait relativement peu de fermes, mais beaucoup de personnes âgées et peu de choses à faire pour les enfants. C'est précisément pour cela, parce qu'Internet n'existait pas et qu'il n'y avait que douze chaînes de télévision à l'époque, qu'il a commencé à écrire ses propres histoires pour s'amuser. 
Miss Peregrine et les Enfants particuliers a atteint la première place de la liste des best-sellers du New York Times dans la catégorie livres pour enfants et est resté  63 semaines sur cette liste.
Il est l'époux de l'auteure irano-américaine, Tahereh Mafi. Ils ont une fille, Layla, née le 30 mai 2017.

## Œuvres

### SérieMiss Peregrine et les Enfants particuliers
Cette série a la particularité d'avoir été inspirée par d'anciennes photographies en noir et blanc (comportant souvent des trucages d'époque, avec quelques retouches numériques), qui jalonnent le texte pour en illustrer des moments-clés (rencontre avec tel ou tel personnage, arrivée dans tel ou tel lieu).

#### Romans
1. Miss Peregrine et les Enfants particuliers (Miss Peregrine's Home for Peculiar Children, 2011) / trad. Sidonie Van den Dries - Grand prix de l'Imaginaire 2015
  - Montrouge : Bayard jeunesse, 2012, 438 p.  (ISBN 978-2-7470-3791-4)
  - Montrouge : Bayard jeunesse, 2016, 443 p.  (ISBN 978-2-7470-7223-6)
  - Paris : Le Livre de poche jeunesse, 2016, 439 p.  (ISBN 978-2-01-911015-4)
  - Paris : Le Livre de poche jeunesse, 2017, 439 p.  (ISBN 978-2-01-701001-2)
2. Hollow City (Hollow City, 2014) / trad. Sidonie Van den Dries
  - Montrouge : Bayard jeunesse, 2014, 509 p.  (ISBN 978-2-7470-4498-1)
  - Paris : Le Livre de poche jeunesse, 2017, 509 p.  (ISBN 978-2-01-701009-8)
3. La Bibliothèque des âmes (Library of Souls, 2015) / trad. Sidonie Van den Dries
  - Montrouge : Bayard jeunesse, 2016, 587 p.  (ISBN 978-2-7470-6181-0)
  - Paris : Le Livre de poche jeunesse, 2017, 595 p.  (ISBN 978-2-01-702777-5)
4. La Carte des jours (A Map of Days, 2018) / trad. Sidonie Van den Dries
  - Montrouge : Bayard jeunesse, 2019, 628 p.  (ISBN 978-2-7470-8321-8)
  - Paris : Le Livre de poche jeunesse, 2020, 672 p.  (ISBN 978-2-01-628828-3)
5. La Conférence des oiseaux (The Conference of the Birds, 2020) / trad. Sidonie Van den Dries
  - Montrouge : Bayard jeunesse, 2020, 432 p.  (ISBN 978-2-7470-8634-9)
  - Paris : Le Livre de poche jeunesse, 2021, 416 p.  (ISBN 978-2-01-716438-8)
6. Les Désolations de l'Arpent du Diable (The Desolations of Devil’s Acre, 2021) / trad. Sidonie Van den Dries
  - Montrouge : Bayard jeunesse, 2021, 600 p.  (ISBN 978-2-7470-8635-6)
  - Paris : Le Livre de poche jeunesse, 2022, 656 p.  (ISBN 978-2-01-720226-4)

#### Version audio
1. Miss Peregrine et les enfants particuliers / lu par Benjamin Jungers. Paris : Audiolib, 2017. 1 disque compact audio (8 h 41 min). Format MP3.  (ISBN 978-2-36762-312-2)
2. Hollow city / lu par Benjamin Jungers. Paris : Audiolib, 2017. 1 disque compact audio (12h). Format MP3.  (ISBN 978-2-36762-554-6)
3. La Bibliothèque des âmes / lu par Benjamin Jungers. Paris : Audiolib, 2018. 1 disque compact audio (11h41). Format MP3.  (ISBN 978-2-36762-561-4)
4. La Carte des jours / lu par Benjamin Jungers. Paris : Audiolib, 2019. 1 disque compact audio (12h43). Format MP3.
5. La Conférence des oiseaux / lu par Benjamin Jungers. Paris : Audiolib, 2020. 1 disque compact audio (8h25).

#### Bandes dessinées
1. Miss Peregrine et les enfants particuliers / illustrations Cassandra Jean ; trad. Sidonie Van den Dries.
  - Toulouse : BD Kids, 2014, 256 p.  (ISBN 978-2-7470-5169-9)
  - Montrouge : Bayard jeunesse, 2016, 256 p.  (ISBN 978-2-7470-5935-0)
2. Hollow city / illustrations Cassandra Jean ; trad. Sidonie Van den Dries.
  - Toulouse : BD Kids, 2017, 256 p.  (ISBN 978-2-7470-8284-6)
  - Toulouse : BD Kids, 2017, 272 p.  (ISBN 978-2-7470-7735-4)

#### Livres autour de la série
- Le Journal de Miss Peregrine et les enfants particuliers (Miss Peregrine's Journal for Peculiar Children, 2016) / trad. Sidonie Van den Dries. Montrouge : Bayard jeunesse, 2016, 192 p.  (ISBN 978-2-7470-7229-8)
- Contes des particuliers (Tales of the Peculiar, 2016) / Ransom Riggs ; ill. par Andrew Davidson ; trad. Sidonie Van den Dries. Montrouge : Bayard jeunesse, 2016, 176 p.  (ISBN 978-2-7470-7266-3). Rééd. Paris : Le Livre de poche jeunesse, 2018, 215 p.  (ISBN 978-2-01-703827-6)
- Tout l'art de Miss Peregrine et les enfants particuliers / introduction de Tim Burton ; avant-propos de Ransom Riggs ; texte de Leah Gallo. Paris : Huginn & Muninn, coll. "Ciné-Télé", 2016, 192 p.  (ISBN 978-2-36480-474-6)

### SérieSunderworld
1. (en) The Extraordinary Disappointments of Leopold Berry, 2024

### Autres ouvrages
- La Méthode Sherlock Holmes, Ynnis, 2021 ((en) The Sherlock Holmes Handbook: The Methods and Mysteries of the World's Greatest Detective, 2009)
- (en) Talking Pictures: Images and Messages Rescued from the Past, 2012

## Filmographie
Ransom Riggs a réalisé et écrit quelques courts-métrages visibles sur sa chaîne Youtube.
Son œuvre a été adaptée dans Miss Peregrine et les Enfants particuliers de Tim Burton, sorti début octobre 2016.